# Molophilus (Molophilus) ixine
Molophilus (Molophilus) ixine is een tweevleugelige uit de familie steltmuggen (Limoniidae). De soort komt voor in het Australaziatisch gebied.